# 英雄儿女
《英雄儿女》是1964年中国摄制的一部抗美援朝题材的电影，由长春电影制片厂摄制，与《上甘岭》《奇袭白虎团》和《冰血长津湖》为同一类型电影。

## 背景
电影《英雄儿女》改編自巴金短篇小说《团圆》。1952年初，朝鲜战争期间，中国作家巴金受曹禺、丁玲之托参加全国文联组织的赴朝创作组。1961年小说《团圆》发表，描写一对在战场上重逢的父女，时任文化部副部长夏衍责成长春电影制片厂将它改编成电影。
影片中王成牺牲的故事则是根据手持炸药包冲进敌人阵地进行攻击的军人杨根思事迹改编。由于敌人太近而要求炮兵“向我开炮”的原型则有多个人，包括蒋庆泉、树昌、赵先友等。

## 主创人员
- 武兆堤：编剧、导演。出生于美国匹兹堡，5岁时回中国，19岁到延安。曾和苏里联合导演影片《平原游击队》。
- 毛　烽：编剧，曾参加朝鲜战争。
- 舒笑言：摄影。他也是后来1971年电影《沙家浜》的摄影。
- 刘　炽：作曲。他的另一部著名作品是故事片《上甘岭》插曲《我的祖国》。
- 公　木：主题歌作词。公木也是歌曲《中國人民解放軍進行曲》的词作者和歌曲《东方红》的词作者之一（和李有源合作）。他当时是“摘帽右派”

### 演员
- 刘尚娴：饰演王芳。她当时刚从北京电影学院毕业，参演话剧《北京人》
- 刘世龙：饰演王成。他在电影《董存瑞》中扮演过一个战士。
- 周文彬：饰演上海工人王复标。他扮演的最有名的角色是《甲午风云》中的方伯谦。
- 田　方：饰演王文清（王东）。田方当年是电影局副局长。他的夫人是演员蓝，儿子田壮壮后来是中国著名导演。
- 浦　克：饰演抢救王芳的朝鲜族大爷。
- 郭振清：饰演团长。

## 原型人物
电影男主角王成原型人物有三位，一是中国人民志愿军23军67师201团步行机员蒋庆泉及战友。1953年4月，蒋庆泉及战友在朝鲜石岘洞北山战斗遭到强敌围攻，他向步话机高喊“向我的碉堡顶开炮！”二是志愿军23军73师217团步行机员于树昌及战友，1953年6月29日晚，于树昌在朝鲜战场281.2高地前沿无名高地喊出:“敌人上了我的地堡顶!开炮!向我开炮!为了胜利，向我开炮!”，拉响手榴弹后阵亡。三是中国人民解放军全国战斗英雄和中国人民志愿军特级英雄杨根思。
女主角王芳原型人物是志愿军68军202师政治部文工队解秀梅，她也是中国人民志愿军唯一的女性一等功获得人。

## 故事梗概
抗美援朝时期，刚从医院回部队的志愿军战士王成要求参战，并拿出他的父亲王复标给他的信给团长和王文清政委看。王文清18年前在上海作地下工作时把女儿王芳给老工人王复标收养，之后失去联系。王成在途中还见到了妹妹文工团员王芳，然后上了无名高地。在联合国军的进攻时，王成战斗到最后一人，对步话机大喊“向我开炮”，之后手持爆破筒冲入美军之中和敌人同归于尽。
王成牺牲后，志愿军开展向王成学习的运动。王文清认出王芳就是自己的亲生女儿，但没有立即与她相认，而是帮助她完成歌颂王成的创作任务，并鼓励她以实际行动向王成学习。后来，王芳在阵地上演出时为掩护炊事员而负伤，也成了英雄。一家当地朝鲜人在美国空军的轰炸下渡过冰河，使王芳获救。一个月后，王复标赴朝慰问，将王文清是她的生父的事情告诉王芳，父女团圆。

## 影响
在文化大革命期间，很多电影被批判、禁放。巴金本人及其小说《团圆》被批判，因为它“渲染战争恐怖、有意让英雄死亡，鼓吹和平主义”；而《英雄儿女》得以幸免，虽然“根据巴金小说改编”的字幕被去掉。于是《英雄儿女》及其主题歌《英雄赞歌》成了家喻户晓的“红色经典”。它也是中国最著名的反映朝鲜战争的影片之一。
楊根思連在訓練餘暇會組織指戰員看《英雄兒女》，該傳統已賡續數十載，指戰員看該片都會將片中主角聯想為楊根思。